# キタハーテビースト
キタハーテビースト（学名：Alcelaphus buselaphus buselaphus）は、鯨偶蹄目ウシ科に属するハーテビーストの一亜種。絶滅種。パレスチナからモロッコに至る中東・北アフリカに生息していた。

## 概要
アフリカ各地に分布するハーテビーストの中では小型の種類で、体高110cmほど、角の長さ70cmほど。体色は栗色で、尾の先端が黒。
人間の進出によって生息地が減少したこと、家畜の邪魔者とみなされて駆除されたこと、肉や皮を得るために狩猟が盛んに行われたことなどにより、キタハーテビーストの数は減っていった。エジプトや中東では19世紀末前後に絶滅した。1923年にパリの動物園に送られていたものが死んだ。この時点で絶滅したとされることもある。最終的にはモロッコに1940年代までいたらしいが、1950年頃にそれらも絶滅したとされる。

## 補足
- 古代エジプト人は、ガゼル、オリックスなどと並んでハーテビーストの飼育にも挑戦していたことが、エジプト古王国時代の絵画から分かっている[4]。
- 駆除の理由の一つに家畜のウシに病気を移すと思われたことがある。見た目ではハーテビーストはとてもウシに似てはいないのだが、嘘から出た真というべきか、ウシ科には違いない[2]。
- 20世紀生きもの黙示録によれば、300頭以下の群れを作っており群れは４つのグループになっていた。